# Circondario di Schweinfurt
Il circondario di Schweinfurt è uno dei circondari dello stato tedesco della Baviera.
Fa parte del distretto governativo della Bassa Franconia.

## Città e comuni
(Abitanti al 31 dicembre 2023)
| Comuni del circondario | Città 1. Gerolzhofen (6 966) Comuni 1. Bergrheinfeld (5 467) 2. Dingolshausen (1 419) 3. Dittelbrunn (7 598) 4. Donnersdorf (1 991) 5. Euerbach (3 017) 6. Frankenwinheim (994) 7. Geldersheim (2 901) 8. Gochsheim (6 378) 9. Grafenrheinfeld (3 511) 10. Grettstadt (4 310) 11. Kolitzheim (5 775) 12. Lülsfeld (826) 13. Michelau i.Steigerwald (1 150) 14. Niederwerrn (8 381) 15. Oberschwarzach (1 446) 16. Poppenhausen (4 491) 17. Röthlein (4 478) 18. Schonungen (7 779) 19. Schwanfeld (1 749) 20. Schwebheim (4 187) 21. Sennfeld (4 533) 22. Stadtlauringen (4 178) 23. Sulzheim (2 031) 24. Üchtelhausen (3 855) 25. Waigolshausen (2 759) 26. Wasserlosen (3 374) 27. Werneck (10 090) 28. Wipfeld (1 019) | Territori extracomunali (35,29 km²) 1. Bürgerwald (8,04 km²) 2. Geiersberg (0,79 km²) 3. Hundelshausen (11,12 km²) 4. Nonnenkloster (1,21 km²) 5. Stollbergerforst (4,18 km²) 6. Vollburg (1,46 km²) 7. Wustvieler Forst (8,49 km²) |